# 従量式と従圧式
従量式（じゅうりょうしき、英語: volume control、VC）と、従圧式（じゅうあつしき、英語: pressure control、PC）は、それぞれ人工呼吸器のモードの一種であり、モードの変数でもある。いずれも陽圧換気のモードである。従量式換気では制御パラメータは1回換気量であるのに対し、従圧式換気では制御パラメータは気道内圧である。VCでは1回換気量や最低分時換気量は保証されるが、気道内圧は肺コンプライアンスや気道抵抗に左右される。一方、PCでは気道内圧は設定された上限を超えないが、分時換気量や1回換気量が肺コンプライアンスや気道抵抗に左右される。旧来の人工呼吸器ではVCとPCは排他的なモードであったが、近年はVCとPCを相互に切り替えながら換気量と気道内圧を共にコントロールできるようになってきている。他の換気モードの組み合わせとしては例えば、同期式間欠的強制換気（SIMV）と組み合わされる（VC-SIMVまたはPC-SIMV）。

## 特徴
従量式換気中は換気量や呼吸回数は設定できるが、気道内圧は設定できない（下図）。圧-時間波形はサメの背びれのような波形である。

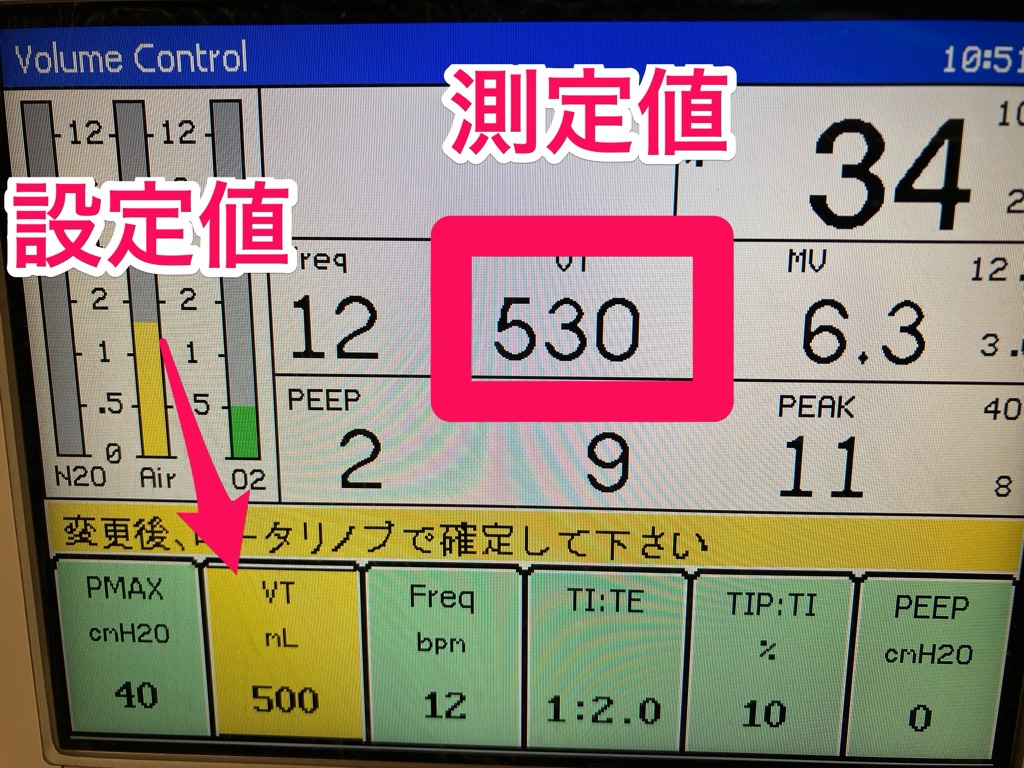
従量式換気中は1回換気量の設定値と測定値はおよそ一致する。
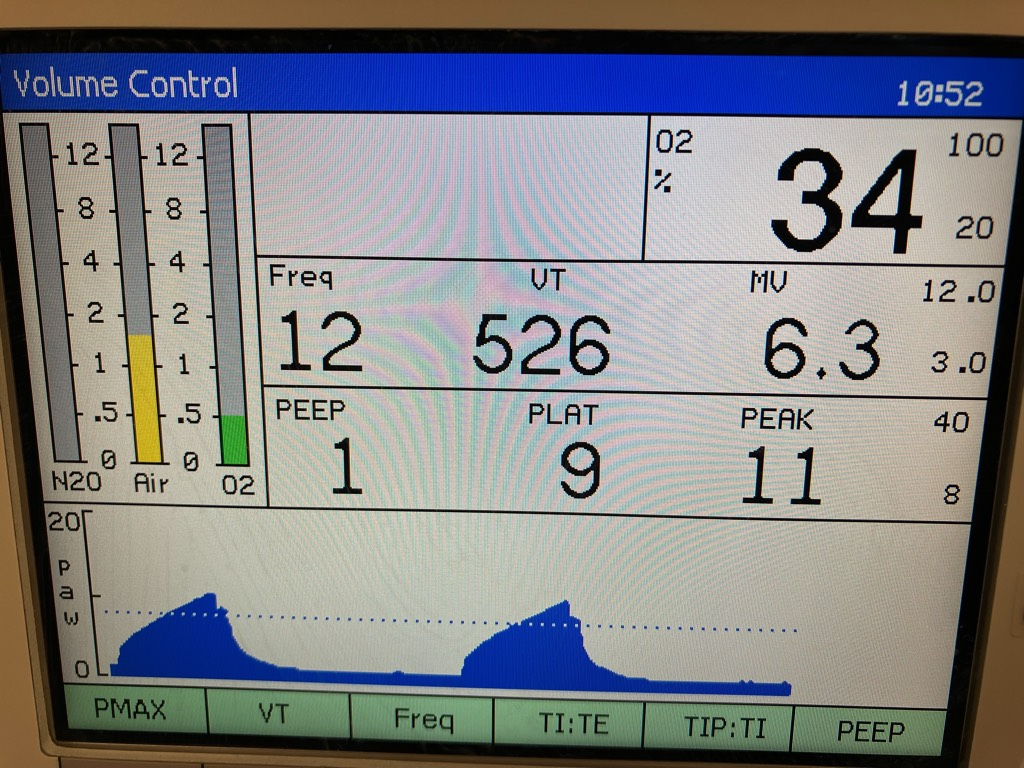
従量式換気中の気道内圧は漸増する。

従圧式換気中は気道内圧や呼吸回数は設定できるが、換気量は設定できない（下図）。圧-時間波形は矩形に近い波形となる。従量式に比べて、肺内の換気分布はより均一であり、患者に自発呼吸がある場合は、従圧式の方が呼吸が楽であると言われる。

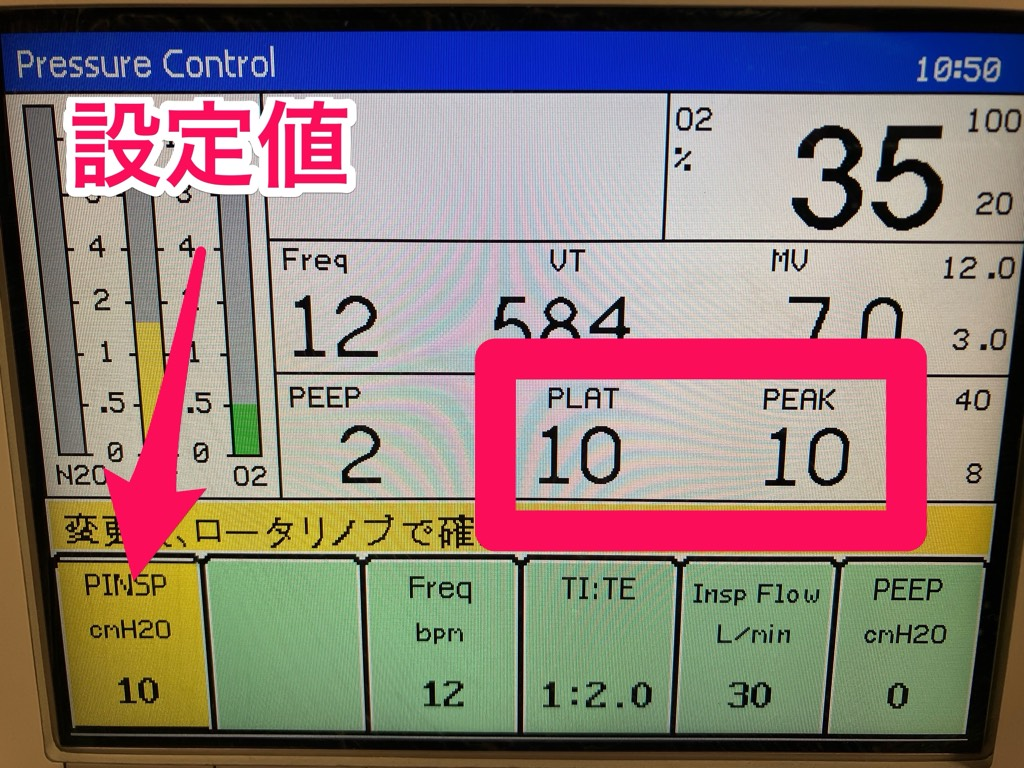
従量式換気中は気道内圧の設定と測定値が一致する。
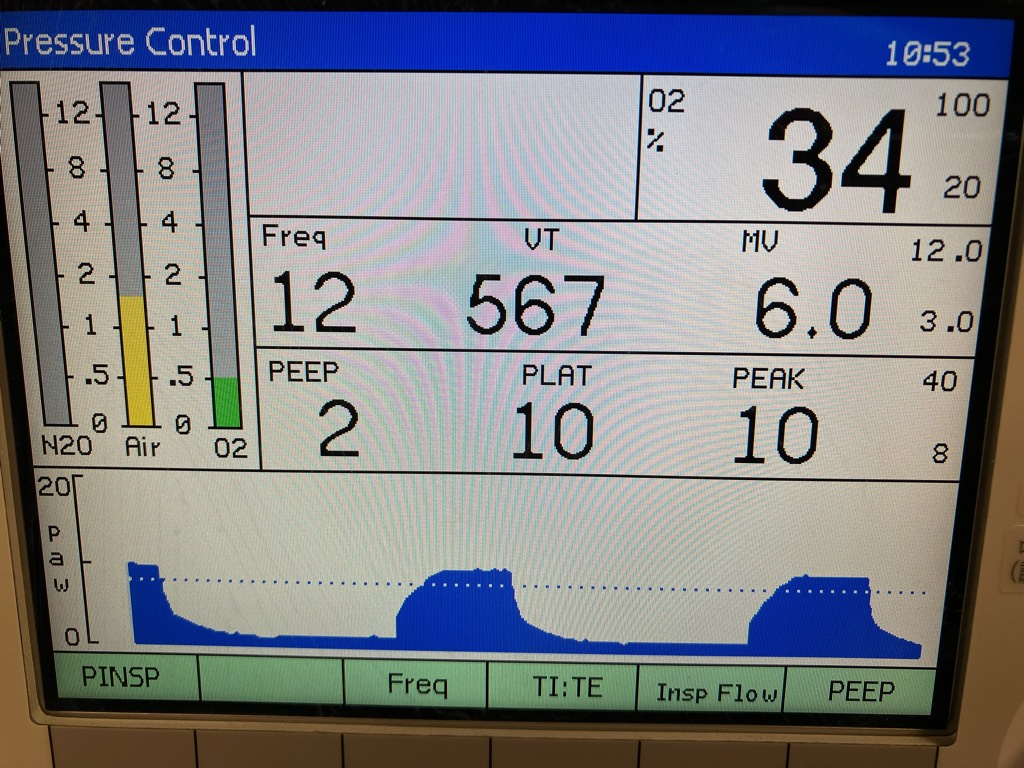
従圧式換気中の圧波形は急峻に増大した後、プラトーに達し、低下する。

## 適応
全身麻酔中の人工呼吸には従量式がしばしば行われる。急性呼吸窮迫症候群など、肺の圧損傷が起こる可能性のある状況では、VCよりもPCが好まれる。新生児も肺損傷のリスクが高いことから、従来、従圧式が好まれてきたが、2017年のコクランレビューでは明らかな優位性を示したエビデンスが無いとされる。従量式の従圧式に対するメリットは血中二酸化炭素濃度が安定することである。